# Khok Charoen (huyện)
Khok Charoen (tiếng Thái: โคกเจริญ) là một huyện (amphoe) của tỉnh Lopburi, miền trung Thái Lan.

## Lịch sử
Tiểu huyện (King Amphoe) được lập ngày 9 tháng 3 năm 1987 thông qua việc tách 4 tambon từ huyện Khok Samrong. Đơn vị này đã được nâng cấp thành huyện ngày 4 tháng 11 năm 1993.

## Địa lý
Các huyện giáp ranh (từ phía bắc theo chiều kim đồng hồ) là Phaisali của tỉnh Nakhon Sawan, Wichian Buri và Si Thep của tỉnh Phetchabun, Chai Badan, Sa Bot và Nong Muang của tỉnh Lopburi.

## Hành chính
Huyện này được chia thành 5 phó huyện (tambon), các đơn vị này lại được chia ra thành 53 làng (muban). Không có khu vực thành thị, có 5 Tổ chức hành chính tambon.
| \| STT \| Tên \| Tên Thái \| Số làng \| Dân số \| \| \| \| 1. \| Khok Charoen \| โคกเจริญ \| 12 \| 7.275 \| \| \| \| 2. \| Yang Rak \| ยางราก \| 12 \| 7.718 \| \| \| \| 3. \| Nong Makha \| หนองมะค่า \| 12 \| 3.276 \| \| \| \| 4. \| Wang Thong \| วังทอง \| 9 \| 2.591 \| \| \| \| 5. \| Khok Samae San \| โคกแสมสาร \| 8 \| 3.461 \| \| \| | Map of Tambon  |           |         |        |  |  |
| STT | Tên            | Tên Thái  | Số làng | Dân số |  |  |
| 1. | Khok Charoen   | โคกเจริญ   | 12      | 7.275  |  |  |
| 2. | Yang Rak       | ยางราก    | 12      | 7.718  |  |  |
| 3. | Nong Makha     | หนองมะค่า  | 12      | 3.276  |  |  |
| 4. | Wang Thong     | วังทอง     | 9       | 2.591  |  |  |
| 5. | Khok Samae San | โคกแสมสาร | 8       | 3.461  |  |  |